# وجونو
وجونو (به لاتین: Vejvanov) یک ناحیه در جمهوری چک است که در Rokycany District واقع شده‌است.

## خصوصیات
وجونو ۷٫۸۴ کیلومترمربع مساحت و ۲۱۱ نفر جمعیت دارد و ۴۵۶ متر بالاتر از سطح دریا واقع شده‌است.